# Bucak
Bucak (littéralement recoin abrité ou coin en turc) est une ville et un district de la province de Burdur dans la région méditerranéenne en Turquie.
La population de la ville était de 35 621 au recensement de 2007. Elle s'appelait auparavant « Oğuzhan »; le nom a été changé le 30 mai 1926. Le nom Oğuzhan serait issu des Turcs Oghuz qui se sont installés dans cette ville.

## Géographie
Bucak est reliée aux autres régions de Turquie. Antalya se trouve à 75 km au sud, Isparta à 70 km au nord-est et Burdur à 40 km au nord-ouest. Les villes voisines comprennent Çeltikçi et Ağlasun au nord et Kemer à l'ouest.

## Histoire
Dans le district de Burdur se trouvent les vestiges de plusieurs sites historiques, comme les anciennes Cremna (en) et Milyos et les caravansérails seldjoukides d'İncirhan et Susuz Kervansaray. Une église monolithe byzantine des XIe et XIIe siècles a été découverte en 2016 lors de fouilles près du village d'Avdancık : des restes de mosaïques et de peintures chrétiennes représentant la Vierge Marie et les Rois Mages indiquent un centre religieux actif sous la dynastie des Comnène.

## Économie
Bucak a une production traditionnelle de guirlandes de Noël fabriquées par les femmes du pays à partir de plantes cueillies dans la forêt proche.
Il existe des carrières de marbre autour de Bucak  qui est transformé dans les usines de marbre situées proches et  exporté dans le monde entier.
De nombreux entrepreneurs de Bucak ont construit des lycées et des établissements d'enseignement, notamment l'institut professionnel Bucak Hikmet Tolunay, la faculté de technologie  et de commerce Bucak Zeliha Tolunay, le lycée scientifique Bucak Adem Tolunay et le lycée de formation des enseignants Mehmet Cadıl Anatolian.